# Дима, Георге
Гео́рге Ди́ма (рум. Gheorghe Dima; 28 сентября (10 октября) 1847, Кронштадт, Австрийская империя, ныне Брашов, Румыния — 4 июня 1925, Коложвар, ныне Клуж-Напока, Румыния) — румынский композитор, хоровой дирижёр и педагог. Член Румынской академии с 1919 года.

## Биография
Начало музыкального образования связано с Баденом, Веной и Грацем, где он учился у Фердинанда Генриха Тириота. Затем продолжил образование в Лейпцигской консерватории у Карла Райнеке (композиция) и Саломона Ядассона (гармония). Был дирижёром «Румынского объединения певцов» в Брашове (Кронштадте), Румынского музыкального объединения в Сибиу (Германштадте). Преподавал в лицеях Брашова (Кронштадта) и Сибиу (Германштадт). Профессор хоровой музыки и директор консерватории в Клуже (Коложваре). Одним из первых музыкантов в Румынии стал изучать румынский фольклор, обрабатывал народные песни и популяризировал их.

## Память
Академия в Клуж-Напоке, где он преподавал, с 1990 года носит имя композитора: Музыкальная академия Георге Димы.

## Сочинения
- баллада «Мать Штефана Великого» для солистов, хора и оркестра / Mama lui Ștefan cel Mare (1884)
- баллада «Воевода Штефан и лес» для голоса с оркестром / Ștefan Vodă și codrul (1904)